# Szebeni András
Szebeni András (Budapest, 1946. április 30. – ?, 2020. augusztus) Balogh Rudolf-díjas magyar fotóművész, érdemes művész.

## Élete
Szülei Szebeni Lipót (1895–1965) és András Vera voltak. 1964-ben érettségizett, azután a budapesti Fényképész Szövetkezet alkalmazottjaként fotós szakmunkásvizsgát tett, majd huszonhat évesen – 1972–90 között – a Nők Lapja fotóriportere lett, ahol például Galsai Pongrác irodalmár és Korniss Péter fotóművész is dolgozott. Az ELTE Bölcsészkaron, művészettörténet-filozófia szakon szerzett diplomát. 1975-től a Fiatal Fotóművészek Stúdiójának alapító tagja, 1978-ban pedig a Magyar Fotóművészek Szövetségének tagja lett. Még abban az évben két hónapig Thaiföldön készített képeket a buddhizmusról. 1979–82 között a Magyarország felfedezése c. könyvsorozat számára az elmeszociális intézeteket fényképezte. 1983-ban jelent meg Bakonyi Péter könyve, „Téboly, terápia, stigma” címmel, melyben a magyarországi elmegyógyintézetek életét és lakóit mutatta be. Ennek fotóit Szebeni András készítette.
1990-től a Magyar Fotóriporterek Kamarája főtitkárhelyettese, 1991–94 között a Playboy riportere, majd művészeti igazgatója volt.
Feleségül vette Sóvári Zsuzsa újságírót, aki több kötetéhez készített interjúkat. Szerzőtársai között van még Vas István, Kardos G. György, Bella István, Hernádi Gyula és Esterházy Péter.
Több könyve is megjelent. Egyik, a feleségével, Sóvári Zsuzsa újságíróval közösen készült fotóalbum és interjúkötet, Női Vonal címmel. Az album érdekessége, hogy ismert, gyakorta reflektorfényben álló személyiségek (Ungár Anikó, Udvaros Dorottya, Eszenyi Enikő, Lula – Szász Endre (képzőművész) felesége – Albert Györgyi, Kártyikné Benke Etka stb.), és kevéssé ismert, „civil” foglalkozásúak is vannak közöttük, kinek-kinek saját döntésére bízva, hogy mennyit tesz láthatóvá önmagából.
2003-ban tüdődaganatot találtak nála, amelyből felgyógyult, így beszél erről:

„Nem szabad magunkba fordulni, de tagadni sem szabad.
Mindent meg kell tenni a gyógyulás érdekében, megválogatva, 
miképp élünk. Fel kell mérni, hogy vannak lehetőségek.                                                                            Végül tenni kell azt, ami éltet”

– Szebeni András fotóművész

## Díjai, elismerései
- Balogh Rudolf-díj (1995)
- Érdemes művész (2006)

## Kötetei
- Vallomás; vers Vas István; Szépirodalmi, Budapest, 1984
- Boldogok, akik házadban laknak... Szerzetesrendek Magyarországon; fotó Szebeni András, szöveg Lukács László; Corvina, Budapest, 1988
- Képszavak; fotó Szebeni András; szöveg Bella István; Iris, Budapest, 1988
- Dimarco. Változatok / Variations; fotó Szebeni András, szöveg Aczél Endre; Pelikán, Budapest, 1993
- A vajszínű árnyalat, 1988–; szöveg Esterházy Péter, fotó kép Szebeni András; Pelikán, Budapest, 1993
- Női vonal; fotó Szebeni András, szöveg Sóvári Zsuzsa; Pelikán, Budapest, 1995
- Illés jelentés '96; szövegdokumentum Gréczy Zsolt; Zikkurat Kft., Budapest, 1996
- Arctérképek az élvonalból; előszó Kardos G. György, életrajzok Kiscsatári Marianna; 9s Műhely, Budapest, 1996
- Bécs, Budapest 2000 / Wien, Budapest 2000; fotó Szebeni András, János Kalmár, szöveg Hernádi Gyula, Gerhard Tötschinger, németre ford. Zádor Éva; Well-PRess, Miskolc, 1999 (2 város könyvsorozat)
- Pécs; szöveg Hernádi Gyula; Alexandra, Pécs, 2001 (Látott dolgok...)
- Sopron; szöveg Hernádi Gyula; Alexandra, Pécs, 2002 (Látott dolgok...)
- Székesfehérvár; szöveg Bella István; Alexandra, Pécs, 2003 (Látott dolgok...)
- Szeged; szöveg Bella István; Alexandra, Pécs, 2004 (Látott dolgok...)
- Debrecen; szöveg Cserhalmi György; Alexandra, Pécs, 2005 (Látott dolgok...)
- Bevilágítás. Kamaraszínházi kéziábécé; fotó Szebeni András, szöveg Forgách András, szerk. Sóvári Zsuzsa; Budapesti Kamaraszínház, Budapest, 2005
- Szebeni András–Csaplár Vilmos: Hídregény; Hídépítő Zrt., Budapest, 2007
- Hubay Miklós–Ránki György–Vas István: Egy szerelem három éjszakája. Zenés tragédia. Rendezte: Makk Károly. A Budapesti Kamaraszínház Kht. és a Gyulai Várszínház közös produkciója a Tivoliban. Bemutató: 2007. október 30-án Ránki György zeneszerző születésének 100. évfordulóján; fotó Szebeni András, szöveg Karafiáth Orsolya; Budapest Kamaraszínház, Budapest, 2007
- Szín-darabok. 20 éves a Budapesti Kamaraszínház; szerk. Sóvári Zsuzsa; Budapesti Kamaraszínház, Budapest, 2010
- LGT. Etűdök kamerára és három helyszínre. Presser Gábor jegyzeteivel; Show Time, Budapest, 2013

## Egyéni kiállítások
- 1971 • Veszprém
- 1976 • Folklór Centrum, Budapest
- 1979 • Vallomás, Helikon Galéria, Budapest • Nikon G., Zürich
- 1980 • Angyalok városa – Thaiföld, Néprajzi Múzeum, Budapest
- 1981 • Magyar Kulturális Intézet, Helsinki • Varsó
- 1982 • Berlin
- 1983 • Mesterségek dicsérete, Fényes Adolf Terem, Budapest (kat.)
- 1995 • Arctérképek, Federico Kávéház, Budapest